# Anemone koraiensis
Anemone koraiensis är en ranunkelväxtart som beskrevs av Takenoshin Nakai. Anemone koraiensis ingår i släktet sippor, och familjen ranunkelväxter. Inga underarter finns listade i Catalogue of Life.